# Список олімпійських медалістів з шорт-треку з Нідерландів
Список містить перелік усіх олімпійських медалістів представників Нідерландів з шорт-треку. Вперше шорт-трек на зимових Олімпійських іграх був представлений у 1988 в Калгарі як показовий вид спорту. У цих іграх змагання для чоловіків і жінок проходили у п'яти дисциплінах: 500 метрів, 1000 метрів, 1500 метрів, 3000 метрів та естафета (3000 метрів для жінок, 5000 метрів для чоловіків). Нідерланди тоді виграли дві золоті медалі, але результати цих показових змагань не вважаються офіційними й не внесені в цей список.
Перші офіційні змагання, на яких представник Нідерландів здобув медаль були зимові Олімпійські ігри 2014 року, що проходили в Сочі. Ним став Шинкі Кнегт, який в забігові на 1000 метрів здобув третє місце. Після проведення останніх олімпійських ігор, що відбулися в Пекіні у 2022 році, Сюзанне Схюлтінг стала першою жінкою в історії ігор, яка завоювала чотири медалі в шорт-треку на одній Олімпіаді. Вона здобула бронзу у фіналі на дистанції 1500 метрів, а також золоті медалі за перемоги на дистанції 1000 метрів та в естафеті на 3000 метрів, а також срібло на 500 метрів.
Лара ван Рюйвен, яка була першою голландкою, котра виграла титул чемпіона світу з шорт-треку на дистанції 500 м, здобула свою першу та єдину олімпійську медаль на іграх у 2018 році в Пхьончхані. Разом з колегами вона посіла третє місце в естафеті та встановила світовий рекорд швидкості (4:03.471). Однак, через аутоімунне захворювання передчасно померла у 2020 році у віці 27 років й перервала свій вклад в олімпійську скарбницю нідерландських шорт-трекістів.

## Медальний залік
| Золото |                  |                  |
| #      | Спортсмени       | Вид змагання     |
| 1      | Сюзанне Схюлтінг | 1000 м, естафета |
| 2      | Яра ван Керкгоф  | естафета         |
| 3      | Сельма Паутсма   | естафета         |
| 4      | Ксандра Велзебур | естафета         |
| Срібло |                  |                  |
| 1      | Шинкі Кнегт      | 1500 м           |
| 2      | Сюзанне Схюлтінг | 500 м            |
| 3      | Яра ван Керкгоф  | 500 м            |
| Бронза |                  |                  |
| 1      | Шинкі Кнегт      | 1000 м           |
| 2      | Сюзанне Схюлтінг | 1500 м, естафета |
| 3      | Яра ван Керкгоф  | естафета         |
| 4      | Лара ван Рюйвен  | естафета         |
| 5      | Йорін тер Морс   | естафета         |

| Загальна кількість | Загальна кількість | Загальна кількість | Загальна кількість | Загальна кількість |
| Загалом            | 3                  | 3                  | 3                  | 9                  |
| ------------------ | ------------------ | ------------------ | ------------------ | ------------------ |

## Результати

### Чоловіки
| Спортсмен   | Зображення     | Ігри        | Змагання    | Місце                                                                                  | Суперники                                                       |
| ----------- | -------------- | ----------- | ----------- | -------------------------------------------------------------------------------------- | --------------------------------------------------------------- |
| Шинкі Кнегт |                | Сочі 2014   | 1000 метрів | 1:25.611                                                                               | Росія Віктор Ан (1:25.325) Росія Володимир Григор'єв (1:25.399) |
| Шинкі Кнегт | Пхьончхан 2018 | 1500 метрів | 2:10.555    | Південна КореяЛім Хе Джун 2:10.485 (OR) Спортсмени з Росії Семен Єлістратов (2:10.687) |                                                                 |

### Жінки
| Спортсменка      | Зображення | Ігри           | Змагання    | Місце | Суперники |
| ---------------- | ---------- | -------------- | ----------- | --- | --- |
| Яра ван Керкгоф  |            | Пхьончхан 2018 | 500 метрів  | 43.256 | Італія Аріанна Фонтана (42.569) Канада Кім Бутен (43.881) |
| Яра ван Керкгоф  | естафета   | Пхьончхан 2018 | 4:03.471 WR | Південна Корея (4:07.361) Шим Сук Хі, Чхве Мін Джон, Кім Є Джін, Кім А Ран Італія (4:15.901) Аріанна Фонтана, Лючія Перетті, Сесілія Маффеї, Мартіна Вальчепіна | |
| Яра ван Керкгоф  | Пекін 2022 | естафета       | 4:03.409 OR | Південна Корея (4:03.627) Со Ві Мін, Чхве Мін Джон, Кім А Ран, Лі Ю Бін Китай (4:03.863) Цюй Чуньюй, Хань Ютон, Фань Кесінь, Чжан Ютін                          | |
| Сюзанне Схюлтінг |            | Пхьончхан 2018 | 1000 метрів | 1:29.778 | КанадаКім Бутен (1:29.956) Італія Аріанна Фонтана (1:30.656) |
| Сюзанне Схюлтінг | естафета   | Пхьончхан 2018 | 4:03.471 WR | Південна Корея (4:07.361) Шим Сук Хі, Чхве Мін Джон, Кім Є Джін, Кім А Ран Італія (4:15.901) Аріанна Фонтана, Лючія Перетті, Сесілія Маффеї, Мартіна Вальчепіна | |
| Сюзанне Схюлтінг | Пекін 2022 | 500 метрів     | 42.559      | ІталіяАріанна Фонтана (42.488) Канада Кім Бутен (42.724) | |
| Сюзанне Схюлтінг | Пекін 2022 | 1000 метрів    | 1:28.391    | Південна КореяЧхве Мін Джон (1:28.443) Бельгія Анне Десмет (1:28.928)                                                                                           | |
| Сюзанне Схюлтінг | Пекін 2022 | 1500 метрів    | 2:17.865    | Південна КореяЧхве Мін Джон (2:17.789) Італія Аріанна Фонтана (2:17.862)                                                                                        | |
| Сюзанне Схюлтінг | Пекін 2022 | естафета       | 4:03.409 OR | Південна Корея (4:03.627) Со Ві Мін, Чхве Мін Джон, Кім А Ран, Лі Ю Бін Китай (4:03.863) Цюй Чуньюй, Хань Ютон, Фань Кесінь, Чжан Ютін                          | |
| Лара ван Рюйвен  |            | Пхьончхан 2018 | естафета    | 4:03.471 WR | Південна Корея (4:07.361) Шим Сук Хі, Чхве Мін Джон, Кім Є Джін, Кім А Ран Італія (4:15.901) Аріанна Фонтана, Лючія Перетті, Сесілія Маффеї, Мартіна Вальчепіна |
| Йорін тер Морс   |            | Пхьончхан 2018 | естафета    | 4:03.471 WR | Південна Корея (4:07.361) Шим Сук Хі, Чхве Мін Джон, Кім Є Джін, Кім А Ран Італія (4:15.901) Аріанна Фонтана, Лючія Перетті, Сесілія Маффеї, Мартіна Вальчепіна |
| Сельма Паутсма   |            | Пекін 2022     | естафета    | 4:03.409 OR | Південна Корея (4:03.627) Со Ві Мін, Чхве Мін Джон, Кім А Ран, Лі Ю Бін Китай (4:03.863) Цюй Чуньюй, Хань Ютон, Фань Кесінь, Чжан Ютін                          |
| Ксандра Велзебур |            | Пекін 2022     | естафета    | 4:03.409 OR | Південна Корея (4:03.627) Со Ві Мін, Чхве Мін Джон, Кім А Ран, Лі Ю Бін Китай (4:03.863) Цюй Чуньюй, Хань Ютон, Фань Кесінь, Чжан Ютін                          |